# بطولة أمريكا المفتوحة 1993 - الزوجي المختلط
في بطولة أمريكا المفتوحة 1993 - الزوجي المختلط فاز كل من هيلينا سيكوفا وتود وودبريدج على مارتينا نافراتيلوفا ومارك وودفورد في المباراة النهائية بنتيجة 6–3، 7–6 (8–6).

## التوزيع
1. هيلينا سيكوفا /  تود وودبريدج (البطولة)
2. مارتينا نافراتيلوفا /  مارك وودفورد (النهائي)
3. نتاشا زفريفا /  مارك كراتزمان (ربع النهائي)
4. إليزابيث سميلي /  جون فيتزجيرالد (تنس) (الجولة الثانية)
5. كاثي رينالدي /  باتريك غالبريث (نصف النهائي)
6. كونتشيتا مارتينث /  سيرخيو كاسال (نصف النهائي)
7. زينا غاريسون /  ريك ليتش (الجولة الأولى)
8. مانون بوليجراف /  توم نيسن (ربع النهائي)

## المباريات

### مفتاح
- Q = متأهل Qualifier
- WC = وايلد كارد Wild Card
- LL = خاسر محظوظ Lucky Loser
- Alt = بديل Alternate
- SE = Special Exempt
- PR = تصنيف محمي Protected Ranking
- w/o = فوز سهل Walkover
- r = انسحاب Retired
- d = Defaulted
- SR = Special ranking
- ITF = ITF entry
- JE = Junior exempt

### النهائي
| النهائي |                                  |   |    |  |
|         |                                  |   |    |  |
|         |                                  |   |    |  |
| 1       | هيلينا سيكوفا تود وودبريدج       | 6 | 78 |  |
| 2       | مارتينا نافراتيلوفا مارك وودفورد | 3 | 6  |  |